# Вікове дерево дуба (Черкаський район, Степанецька громада)
Вікове дерево дуба — ботанічна пам'ятка природи місцевого значення. Об'єкт розташований на території Черкаського району Черкаської області, село Горобіївка.
Площа — 0,01 га, статус отриманий у 1998 році.